# Kamerik
Kamerik est un village situé dans la commune néerlandaise de Woerden, dans la province d'Utrecht. Le 1er janvier 2008, le village comptait 3 776 habitants, y compris les habitants du petit village de Kanis.
Son nom vient probablement de la ville française de Cambrai, appelée Kamerijk en néerlandais.

## Histoire
La commune de Kamerik a été créée le 8 septembre 1857 par la fusion des communes de Kamerik-Houtdijken, Kamerik-Mijzijde, 's-Gravesloot et Teckop. Une commune du même nom avait déjà existé entre 1812 et 1818, rassemblant les trois premières communes à l'exception de Teckop, alors rattachée à Harmelen.
Kamerik a été une commune indépendante jusqu'au 1er janvier 1989, date de son rattachement à Woerden.